# Myrteta tinagmaria
Myrteta tinagmaria là một loài bướm đêm trong họ Geometridae.